# Fender Jimmie Vaughan Tex-Mex Stratocaster

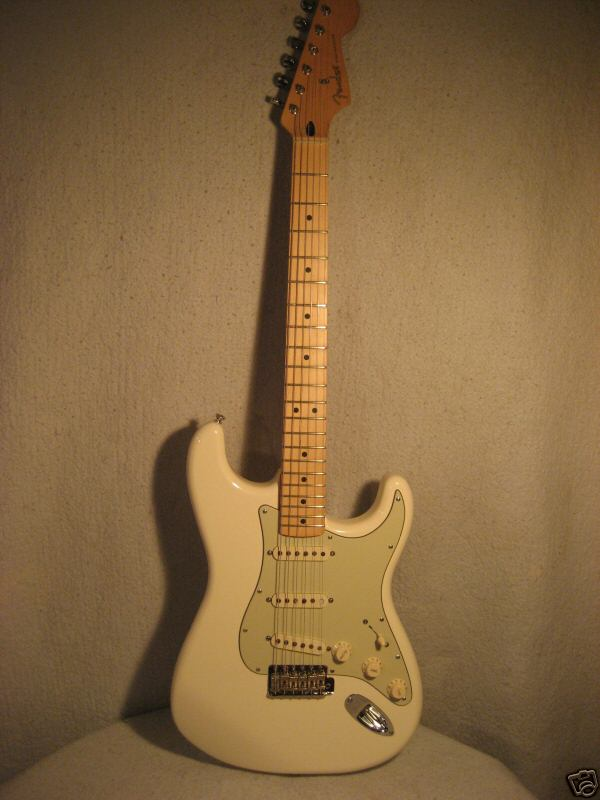
Jimmie Vaughan Tex-Mex Stratocaster

A Jimmie Vaughan Tex-Mex Stratocaster egy a Fender amerikai hangszercég által készített artist series elektromos gitár.

## Jellemzők
- Test: égerfa
- Nyak: jávorfa, "V"-forma
  - Fogólap: jávorfa, 9.5” Radius (241 mm)
  - Érintők: 21 db Medium Jumbo bund
- Menzúra: 25.5 hüvelyk (648 mm)
- Hangolókulcsok: Fender/Gotoh® Vintage Style Tuning Machines
- Hangszedők: 2 db Tex-Mex™ Overwound, Single-Coil Strat (nyak és közép pozíciókban), 1 Tex-Mex “Hot Bridge” Single-Coil Strat (híd oldalon)
- Szabályzók: hangerőszabályzó, két hangszínszabályzó
- Koptatólap: 1-Ply White
- Híd: American Vintage Synchronized tremolós húrláb
- Húrozás: Fender Super 250L, Nickel Plated Steel, (.009 – .042)

## Külső hivatkozások
- Fender.com